# Blas Piñar López
Blas Piñar López (Toledo, 22 de novembre de 1918 - Madrid, 28 de gener del 2014) fou un notari i polític espanyol conegut per la seva militància en el franquisme, dintre d'una línia d'ultradreta catòlica. Fou notari a Múrcia i Madrid. Reconegut orador, i compromès des de molt jove amb el catolicisme polític confessional, va ser membre de l'Asociación Católica de Propagandistas (ACdP), i milità a Acció Catòlica. Durant la Transició espanyola va fundar partit i editorial Fuerza Nueva. El 1979 va obtenir un escó Congrés dels Diputats amb la coalició Unión Nacional.

## Joventut
Va passar la seva infància a Cartagena, i després arribaria a Toledo. En aquesta ciutat el va sorprendre el cop d'estat del 1936 i va romandre a l'Alcàsser juntament amb altres revoltats. Va aconseguir refugiar-se a l'ambaixada de Finlàndia, després a la de Paraguai i va acabar en la clandestinitat, com a membre de la “quinta columna” dels revoltats.
Acabada la Guerra Civil, es va doctorar en dret en la Universitat Central de Madrid i el 1944 va obtenir per oposició una plaça de notari. Va exercir a Cieza i Murcia, per traslladar-se posteriorment a Madrid.

## Inici de la seva trajectòria política
Blas Piñar va ocupar, en els anys 1960, la Direcció general de l'Instituto de Cultura Hispànica que es dedicava, a més de fomentar les relacions de fraternitat hispanoamericanes, a gestionar beques d'estudi entre Hispanoamèrica i les universitats espanyoles. Va fundar el Capítol de Cavallers de Corpus Christi, compost majoritàriament per diplomàtics hispanoamericans, que participen anualment en la processó del Corpus de Toledo. Després d'un viatge per Hispanoamèrica i Filipines, Blas Piñar va escriure un article en el diari ABC, de Madrid, titulat Hipòcrites, que criticava amb duresa la política exterior dels Estats Units d'Amèrica. A causa de les relacions bilaterals que per aquell temps mantenia la dictadura amb els EUA - de la qual depenia el seu reconeixement internacional - el ministre d'Afers exteriors, després de donar tota classe d'explicacions a l'Ambaixador estatunidenc, va destituir Piñar, sense que per això minvés en aquest la seva fidelitat al Règim de Franco. Va ser Procurador en Corts i Conseller Nacional del Moviment per designació directa de Franco.

## Fuerza Nueva
Fundador de l'Editorial Fuerza Nueva, com una espècie de "partit" en un règim sense partits, així com caixa de ressonància estratègica dels seus actes i mobilitzacions per tot el territori espanyol, va ser un decidit opositor tolerat a la desfiguració interna del Règim i al seu buidament ideològic, manifestant el seu rebuig a la Llei Orgànica de l'Estat de 1969. Una vegada mort Franco, va votar i va argumentar en contra de la Llei per a la Reforma Política de juny de 1976. Considerava que aquell intent no era de reforma, sinó de ruptura, posant en greu situació aspectes polítics que després anava a fer seus la Constitució de 1978. Fuerza Nueva, al morir Franco, es va constituir en partit polític, a l'octubre de 1976, amb un marcat caràcter catòlic i patriòtic, defensor dels Principis Fonamentals de l'Estat del 18 de juliol i el lema del qual era "Déu, Pàtria i Justícia".

## Transició i diputació
A les eleccions generals espanyoles de 1977, Fuerza Nueva es va presentar en coalició al costat de la Confederación Nacional de Combatientes de España, els Círculos José Antonio i l'Agrupació de Joventuts Tradicionalistes, sota el nom de "Alianza Nacional del 18 de julio", sense obtenir representació parlamentària. El 1979, una vegada aprovada la vigent Constitució i convocades les eleccions generals espanyoles de 1979, Blas Piñar va ser escollit diputat al Congrés per Madrid en la primera legislatura de la Democràcia - una vegada aprovada la Constitució - dintre de la coalició Unión Nacional obtenint 379.463 vots sota el lema «Espanya en les teves mans».
Va votar «no» a tots els Estatuts d'Autonomia, tant a la totalitat, com -quan va ser possible- article per article. Després de la pèrdua del seu escó en les següents eleccions de 1982, en les quals es va presentar Fuerza Nueva en solitari competint de tant amb la candidatura del colpista Antonio Tejero (anomenada "Solidaridad Española") com amb el "vot útil anti-socialista" a la conservadora Aliança Popular de Manuel Fraga, va decidir dissoldre el partit polític (acuitat per deutes econòmics) precisament un 20 de novembre, però no l'editorial del mateix nom els llibres i les revistes del qual van seguir publicant-se.

## Front Nacional i anys 1990
El 1986, amb el suport del Front Nacional francès de Jean-Marie Le Pen i el Moviment Social Italià (MSI) de Giorgio Almirante, va reconstruir el partit com Frente Nacional i es va presentar a les eleccions al Parlament Europeu de 1987 - 122.927 vots - i 1989 - 60.672 - amb l'objectiu d'enquadrar-se en l'anomenada Eurodreta però sense aconseguir finalment en ambdues ocasionis obtenir acta d'eurodiputat a Estrasburg. El 1990, Frente Nacional va sofrir en el si de les seves Joventuts sengles escissions motivades per l'estratègia massa dretana de la seva direcció política: el Frente de Alternativa Nacional (FAN) i el grup Nación Joven (NJ).
Va dissoldre el partit finalment el 1994, després que no fructifiqués un Acord de Fusió prèviament signat amb el partit polític Juntas Españolas, de Juan Peligro. Van seguir mantenint-se, no obstant això, les activitats de caràcter cultural i social de l'Editorial Fuerza Nueva (conferències, menjars i sopars de germanor, edició de llibres, publicació de la Revista Quinzenal, convocatòries de caràcter religiós i commemoratiu de dates significatives com el 18 de juliol i el 20 de novembre, Caseta en la Fira del Llibre de Madrid...) Poc després, entre 1995 i 1996, Blas Piñar va mantenir efímerament relacions cordials (encara que no li mostrés suport explícit) amb l'Alianza por la Unidad Nacional de Ricardo Sáenz de Ynestrillas. Entre 2002 i 2004 es va involucrar públicament en el fracassat projecte Frente Español juntament amb FE/La Falange, que pretenia unificar l'anomenada extrema dreta i que no va acabar quallant. En tots aquests anys va continuar intervenint o participant, d'una o altra forma, en els actes commemoratius del 20 de novembre a Madrid, tant en la plaça d'Orient com en la plaça de San Juan de la Cruz, ambdues de Madrid.
Des d'estiu de 2005, després de sofrir una operació quirúrgica que li va extirpar un tumor benigne a la gola va rebaixar considerablement les seves aparicions en públic. El 21 de maig de 2006, amb 87 anys i amb motiu dels 40 anys de la fundació de Fuerza Nueva, se li va tributar un homenatge que va tenir lloc en l'Acte Públic celebrat en el Palau Municipal de Congressos de Madrid. Un any després, en 2007, va mostrar el seu suport electoral al partit polític de caràcter catòlic Alternativa Española per als comicis municipals i autonòmics del 27 de maig. Aquest mateix any es va produir una famosa anècdota en trobar-se a escassos metres del seu arxienemic Santiago Carrillo en un hospital clínic de la capital espanyola, sense incidents. Ja jubilat de la seva professió notarial, va continuar essent President de Fuerza Nueva Editorial S. A. i de l'associació CESPE (Centre d'Estudis Socials, Polítics i Econòmics) fins a la seva mort.

## Obres
- El Derecho a Vivir
- ¿Hacia la IIIª República?
- Hacia un Estado Nacional
- Curso Breve de Formación Política
- Combate por España
- Tiempo de Ángeles
- Mi réplica al Cardenal Tarancón